# ニューイヤー・コンサート2002
『ニューイヤー・コンサート2002』は、小澤征爾&ウィーン・フィルハーモニー管弦楽団のライブ・アルバム。2002年1月19日に初回限定盤がリリース。同年3月27日には完全収録盤もリリースされた。

## 概要
2002年1月1日、ウィーン・ジークフェラインでのニューイヤーコンサートの音源を収録。累計売上は80万枚を記録。

## 収録曲

### 初回限定盤
1. J.シュトラウス2世：喜歌劇《こうもり》序曲
2. J.シュトラウス2世：ワルツ《芸術家の生活》op.316
3. J.シュトラウス1世：《アンネン・ポルカ》op.137(*)
4. ヨーゼフ・シュトラウス：ポルカ・マズルカ《おしゃべり女》op.144
5. ヨーゼフ・シュトラウス：ポルカ・シュネル《前進》op.127
6. ヨーゼフ・シュトラウス：ワルツ《水彩画》op.258
7. ヨーゼフ・シュトラウス：ポルカ・マズルカ《とんぼ》op.204
8. ヨーゼフ・シュトラウス：ポルカ・シュネル《おしゃべりな可愛いお口》op.245
9. ヨーゼフ・ヘルメスベルガー2世：《悪魔の踊り》
10. J.シュトラウス2世：《エリーゼ・ポルカ》op.151
11. J.シュトラウス2世：ワルツ《ウィーン気質》op.354
12. J.シュトラウス2世：《チック・タック・ポルカ》op.365

アンコール
1. ヨーゼフ・シュトラウス：ポルカ・シュネル《大急ぎで》op.230(*)
2. 指揮者と楽団員による各国語での新年の挨拶
3. J.シュトラウス2世：ワルツ《美しく青きドナウ》op.314
4. J.シュトラウス1世：行進曲《ラデツキー行進曲》op.228

国内盤ボーナス・トラック：(*)
1. J・シュトラウス1世：《アンネン・ポルカ》op.137
2. ヨーゼフ・シュトラウス：ポルカ・シュネル《大急ぎで》op.230

### 完全収録盤
- 曲順はコンサート通りとなっている。

#### CD1 <コンサート第1部>
1. J.シュトラウス2世：行進曲《乾杯!》op.456
初回限定盤には未収録
2. J.シュトラウス2世：ワルツ《カーニバルの使者》op.270 
初回限定盤には未収録
3. ヨーゼフ・シュトラウス：ポルカ・マズルカ《おしゃべり女》op.144
4. J.シュトラウス2世：ワルツ《芸術家の生活》op.316
5. J.シュトラウス1世：《アンネン・ポルカ》op.137
6. ヨーゼフ・シュトラウス：ポルカ・シュネル《前進》op.127

#### CD2 <コンサート第2部>
1. J.シュトラウス2世：喜歌劇《こうもり》序曲
2. ヨーゼフ・シュトラウス：ポルカ・マズルカ《腕をくんで》op.215
初回限定盤には未収録
3. ヨーゼフ・シュトラウス：ワルツ《水彩画》op.258
4. ヨーゼフ・シュトラウス：ポルカ・マズルカ《とんぼ》op.204
5. ヨーゼフ・シュトラウス：ポルカ・シュネル《おしゃべりな可愛いお口》op.245
6. J.シュトラウス2世：《常動曲》op.257
初回限定盤には未収録
7. ヨーゼフ・ヘルメスベルガー2世：《悪魔の踊り》
8. J.シュトラウス2世：《エリーゼ・ポルカ》op.151
9. J.シュトラウス2世：ワルツ《ウィーン気質》op.354
10. J.シュトラウス2世：ポルカ・シュネル《チク・タク・ポルカ》op.365

アンコール
1. ヨーゼフ・シュトラウス：ポルカ・シュネル《大急ぎで》op.230
2. 指揮者 小澤征爾と楽団員からの新年の挨拶
3. J. シュトラウス2世：ワルツ《美しく青きドナウ》op.314
4. J. シュトラウス1世：ラデツキー行進曲op.228